# Giovanni Battista Delponte
Giovanni Battista Delponte (Mombaruzzo, 2 agosto 1812 – Mombaruzzo, 18 maggio 1884) è stato un docente, medico, botanico e algologo italiano.

## Biografia
Era figlio del dottor Giacomo e di Giovanna Prato, a sua volta figlia dell'avvocato Alessandro Prato, professore di diritto a Torino. Il padre, medico, dirigeva le terme di Acqui.
Da ragazzo dimostrò un forte interesse per gli studi e per questo motivo fu inviato a Torino. Laureatosi in medicina, mentre esercitava la professione di medico iniziò a interessarsi di botanica.
Approfondì gli studi e con il tempo si dedicò principalmente a questa scienza.
Dal 1862 fu specialista del Giardino sperimentale della Real Accademia di agricoltura di Torino.
Dal 1870 a 1878 fu direttore del Orto botanico di Torino.

## Opere
- Varietates humani generis.
- Ioannes Baptista Delponte ... philosophiae et medicinae doctor amplissimi medicorum collegii candidatus: Anno 1841.
- Elogio storico di I. Colla.
- Stirpium exoticarum rariorum vel forte novarum pugillus.
- Un ricordo botanico del ... F. de Filippi ossia cenno intorno alle Piante nate dai semi da esso raccolti in Persia e nella China.
- Studi intorno alle Piante economiche ... Sezione seconda - Legumi.
- Specimen Desmidiacearum Subalpinarum.
- Specimen desmidiacearum subalp i narum: Auctore J. B. Delponte.
- Le Piante in relazione colla materia e coll'incivilimento: discorso pronunziato nel solenne riaprimento della Regia Università di Torino, addi 17 Novembre 1873
- ''Guida allo studio delle piante coltivate nelle aiuole di piena terra nell'Orto botanico della Regia università di Torino.